# Proinsulina

Macromolecola di proinsulina. I residui aminoacidici segnati in nero (Peptide C) verranno eliminati in modo da convertire la proinsulina in insulina formata quindi dai soli residui colorati.

La proinsulina è una proteina prodotta nelle isole di Langerhans dalle cellule β del pancreas, viene attivata ad insulina mediante tagli proteolitici. Deriva dalla preproinsulina per rimozione della sequenza segnale. Si tratta di una singola catena polipeptidica con struttura primaria formata da 86 aminoacidi. Vi compaiono tre ponti disolfuro tra residui di cisteina.